# Рангджунг Ригпе Дордже
Шестнадесетият Кармапа Рангджунг Ригпе Дордже (14 август 1924 – 5 ноември 1981) е държател на линията Карма Кагю на Тибетския Будизъм. Той е роден в аристократичното семейство Атуб в Денкок – окръг Дерге в провинция Кхам в източен Тибет, близо до реката Яндзъ.

## Биография
Петнадесетият Кармапа поверява на своя личен прислужник Джампал Цултрим писмото предсказващо детайлите за следващото му прераждане. Някои детайли допълнително са изяснени от 2-рия Беру Киенце Ринпоче, 11-ия Тай Ситу Ринпоче и 2-рия Джамгон Конгтрул Ринпоче и те впоследствие помагат успешното откриване на Рангджунг Ригпе Дордже. Той е взет в манастира Палпунг, където Ситу Пема Уангчук го ръкополага, дава му Обета на Бодхисатва и много поучения. Беру Киенце Лодро Миза Пампай Гоча му предава тантрите. Бо Кангар Ринпоче му предава Сутра. Джамгон Палден Киенце Озер му преподава Махамудра и Шестте Йоги на Наропа. Той счита Ситу Пема Вангчук и Палден Киенце Озер за свои главни учители. През 1931 на седемгодишна възраст той дава първата си церемония с Черната Корона. Хиляди стават свидетели на забележителни явления. Казва се, че небето било пълно с дъги и валял дъжд от цветя. 
Дори още съвсем ма.ък силата му става известна надалеч. Записано е, че той хваща меча на своя прислужник и го завързва на възел.  На тринадесетата си година получава церемонията по отрязването на косата от Тринадесетия Далай Лама Тубтен Гяцо.
По време на обучението си той получава всички Кагю приемствености и също така много години получава поучения от Сакя Тризин. В началото на 1940 г. влиза в медитационно уединение, а през 1947 започва поклоничество в Индия заедно с Тензин Гяцо, Четиринадесетия Далай Лама. Рангджунг Ригпе Дордже продължава обучението си при Миндролинг Тричен от школата Нингма и завършва с Калачакра от Школата Гелугпа. И така Рангджунг Ригпе Дордже има всички основни учения на всички главни будистки школи на Тибет. Шестнадесетиат Кармапа продължава активността на предшествениците си да пътува и преподава в Тибет, Бутан, Непал, Сиким, Индия и части от Китай. Неговата работа включва също и чрез своята медитация да открива местата, където са се преродили висши лами.

## Бягството от Тибет
Политическите обстоятелства драстично променили Тибет през 1950-те след китайското завладяване. Кармапа и Далай Лама, официалните лица от правителството и други висши лами отиват в Пекин за да преговарят за някакво уреждане на положението. Поне за малко те успяват, но през 1959 г.
Китайците настояват за поземлена реформа и това ускорява конфликта с ламите, които имат много земя. През февруари същата година Кармапа заедно със 160 свои ученици от манастира Цурпху преминава в Бутан, като взима всички най-важни свещени предмети и реликви.
Кралят на Сиким Таши Намгял предлага на Кармапа земя в близост до мястото, където Девеетия Кармапа Вангчук Дордже бил построил манастир. Това е мястото където през 1966 г. е построен новия манастир Румтек. Традиционното седалище на Кармапите манастира Цурпху все още съществува, но малцината монаси там са силно ограничени.

## Фокус върху западния свят
В началото на 1970-те Кармапа прави предсказание, че Тибет ще има много трудна борба за независимост и при всички случаи бежанците няма да могат да се върнат. Румтек също не е подходящо място и макар че Сиким и Бутан все още са стабилни там нещата също могат да се влошат. Западният свят обаче ще прегърне Будизма. След това предсказание той изпраща Лама Гендюн в Европа.
През 1974 той се впуска на първи световен тур, пътувайки по Европа, Канада и САЩ като няколко пъти дава церемонията с Черната Корона, получава аудиенция при Папа Павел 6-и. През 1976 – 77 той прави още по-изморителен тур като дава обширни поучения и посвещения, посещавайки почти всички главни градове на Европа. Шестнадесетият Кармапа благоприятства пренасянето на Тибетския Будизъм на Запад. Той основава Дхарма центрове и манастири на много места по света за да защити, запази и разпространи ученията на Буда Шакямуни. Като част от инициативите на Тибетското правителство в изгнание да консолидира организациите на Тибетския Будизъм, Рангджунг Ригпе Дордже първия официален глава на школата Кагю, макар че от векове Кармапите са смятани за най-авторитетните и уважавани лами на тази школа.

## Смъртта на Кармапа
През 1980 – 1981 г. Кармапа започва своя последен световен тур давайки поучения, интервюта и посвещения в югоизточна Азия, Гърция, Великобритания и Съединените щати. Рангджунг Ригпе Дордже умира на 5 ноември 1981 г. в Съединените щати в болницата в Зайън, Илинойс. Лекарите и сестрите са впечатлени от неговата доброта и как изглежда се интересува повече тяхното благополучие отколкото своето собствено. Един от лекарите описва в доклада си колко е поразен от отказа на Кармапа да вземе болкоуспокоителни лекарства, както и от пълната липса на признаци, че изпитва болка за разлика от всички пациенти.
След смъртта му, в нарушение на болничната процедура, но спазвайки Тибетската традиция и със специалното разрешение на администрацията на Щата Илинойс тялото му е оставено в болницата за три дни и през това време областта на сърцето му остава топла. Началникът на екипа Радулфо Санчес няма медицинско обяснение за това.

В течение на седемте седмици между смъртта на Кармапа и кремацията тялото му спонтанно се свива до размера на малко дете. Той е кремиран в Румтек. Макар че били съвсем здрави двете кучета на Кармапа умират в деня на кремацията му.
.  По време на кремацията над манастира се появява тройна пръстеновидна дъга в иначе ясното небе.
Много фотографии потвърждават забележителното явление. Докато тялото гори нещо се изтъркалва от пламъците на края на ступата към Лопон Чечу Ринпоче. Това се оказват очите, езика и сърцето на Кармапа. Това се счита като знак, че тялото, речта и ума трябва заедно да се запазят като реликва за бъдещето и това се случва само с малцина високореализирани учители. Според писанията точно това се случва при кремацията на Гампопа и Карма Пакши.

## Наследство
През живота си Рангджунг Ригпе Дордже е ръкоположил над 3000 монаси и разпознал стотици тулку или съзнателни прераждания. По негова воля в Дерге се отпечатват 170 копия на Канджур или събраните поучения на Буда и са разпределени по всички Тибетски Будистки школи, включително и Бон.
Просто присъствието на Кармапа би породило дълбока и трайна благословия за всички хора с които е в контакт. Според самия него Буда се познава по смеха, а казват, че когато Кармапа се смее, което се случвало през цялото време, човек можел да го чуе през няколко къщи разстояние.
Описва се също способността на Кармапа да общува с животни, например по време на курса му в Европа докато той дава поучения по прозореца започва да почуква едър гарван. Когато отворили птицата влетяла направо при Кармапа и той дал указания как да намерят хамбар на няколко километра, където имало затворени две птици и вече умирали от глад. Разбира се птиците били открити и освободени. Специална слабост на Рангджунг Ригпе Дордже били птиците и във всеки град специална част от тура му е да посети местните магазини за домашни любимци.
Мозина считат Рангджунг Ригпе Дордже за истински Буда. Подобно на своите предшественици той е преди всичко духовна фигура и затова не се включва в политиката. Вместо това той полага усилия да опази непокътнати духовните традиции на Тибет и по този начин помага за опазване на идентичността на уникалната Тибетска култура.